# 高森博士
高森 博士（たかもり ひろし、1970年2月5日 - ）は日本のレーシングドライバー。北海道出身。
一時期は「Takamori.com」「Takamori博士」名義で活動していた。

## 来歴

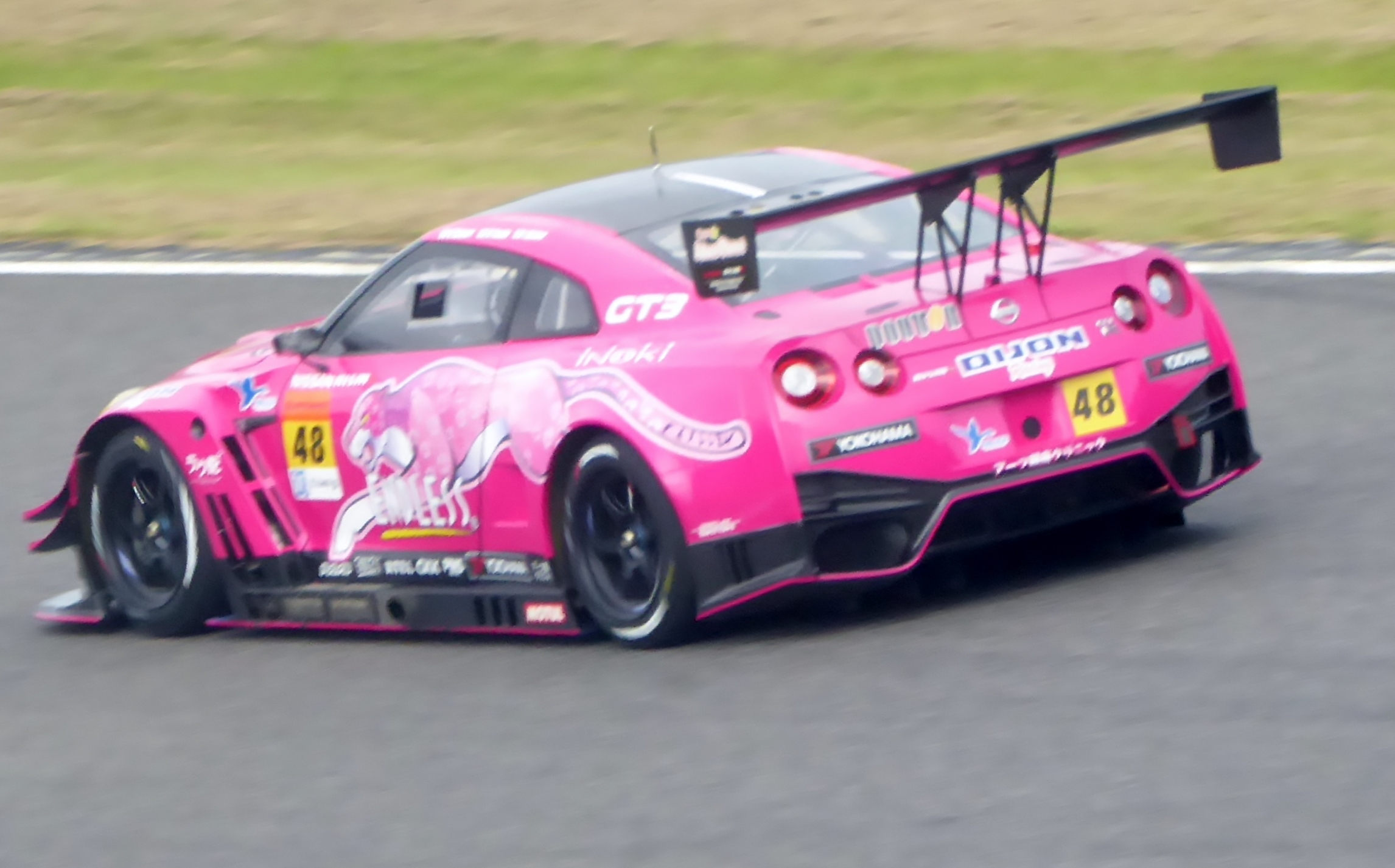
2015年鈴鹿1000km

1995年にカートを始める。2004年にスーパーカート東日本シリーズでチャンピオンを獲得。2008年にシビックレース東日本シリーズから4輪に転向。その後スーパー耐久を経て、同年の鈴鹿1000kmにてSUPER GTに参戦を開始。当初は、スポット参戦だったが、2011年からはDIJON Racingを発足し、フル参戦。以降はチームを率いてSUPER GTやスーパー耐久等で活躍した。

## 戦績
- 1995年 - レーシングカート GKT北海道シリーズ
- 2004年 - スーパーカート東日本シリーズFC4-1クラス（シリーズチャンンピオン）
- 2008年
  - シビック東日本シリーズ（#24 CARACOATグーオクFD2）（シリーズ4位）
  - スーパー耐久シリーズ・ST-4クラス（#73 CARACORT.SnowPeak.ERG.ED.DC5）（シリーズ4位）
  - SUPER GT・GT300クラス＜Rd.6スポット参戦＞（AVANZA ROSSO #666 楽天 BOMEX 320R）
- 2009年
  - シビック東日本シリーズ（#24 NUTECエンドレスCIVIC）
  - スーパー耐久シリーズ・ST-3クラス（TECHNO FIRST #34 assetテクノファーストZ）（シリーズ5位）
  - SUPER GT・GT300クラス＜Rd.6スポット参戦＞（apr #31 avex apr COROLLA Axio）
- 2010年
  - シビック東日本シリーズ（#24 NUTECエンドレスCIVIC）
  - SUPER GT・GT300クラス＜Rd.1＞（TOMEI SPORTS #360 石松 Kosei RUNNUP Porsche）
  - SUPER GT・GT300クラス＜Rd.3～8＞（BOMEX ROSSO #666 BOMEX LIAN BOXSTER）
  - スーパー耐久シリーズ・ST-4クラス＜Rd.1スポット参戦＞（takuma-gp team KOMACHI #24 SAMURAI ADVAN DC5）
- 2011年
  - シビック東日本シリーズ（#24ディジョンレーシングCIVIC）（シリーズチャンピオン）
  - スーパー耐久シリーズ・ST-4クラス（DIJON Racing #96 IS<インフィニット・ストラトス>S2000）
  - SUPER GT・GT300クラス＜Rd.1,2,5,6＞（HANKOOK KTR #34 ハルヒレーシングHANKOOKポルシェ）（シリーズ22位）
- 2012年 - SUPER GT・GT300クラス＜Rd.1,2,4～6,8,FSC＞（DIJON Racing #48 DIJON音々CALLAWAYワコーズED）
- 2013年
  - SUPER GT・GT300クラス（DIJON Racing #48 DIJON Racing IS GT-R）（シリーズ28位）
  - スーパー耐久シリーズ・ST-4クラス（ENDLESS SPORTS #13 ENDLESS DIJON ADVAN SAYAMA）（シリーズ5位）
- 2014年
  - SUPER GT・GT300クラス＜Rd.1～6,8＞（DIJON Racing #48 Snap-on Racing DIJON GT-R）
  - スーパー耐久シリーズ・ST-4クラス（DIJON Racing #48 Snap-on DIJON Racing DC5）（シリーズ11位）
- 2015年
  - SUPER GT・GT300クラス＜Rd.1,2,4～8＞（DIJON Racing #48 DIJON Racing GT-R）
  - スーパー耐久シリーズ・ST-4クラス（DIJON Racing #48 DIJON Racingエンドレスワコーズ）（シリーズ14位）
- 2016年 - SUPER GT・GT300クラス＜Rd.1,2,4,6＞（DIJON Racing #48 DIJON Racing GT-R）（シリーズ26位）
- 2017年
  - SUPER GT・GT300クラス＜Rd.1～4,6,8＞（DIJON Racing #48 植毛GT-R）
  - スーパー耐久シリーズ・ST-5クラス（DIJON Racing #48 GO&FUNホンダカーズ野崎エンドレスFIT）（シリーズ4位）
- 2018年
  - SUPER GT・GT300クラス＜Rd.6＞（DIJON Racing #48 植毛GT-R）
  - ピレリスーパー耐久シリーズ・ST-5クラス（DIJON Racing #48 GO&FUNホンダカーズ野崎エンドレスFIT）（シリーズ4位）

### SUPER GT
| 年     | チーム       | 使用車両                          | クラス | 1       | 2       | 3      | 4       | 5       | 6       | 7      | 8       | 9   | 順位 | ポイント |
| ------ | ------------ | --------------------------------- | ------ | ------- | ------- | ------ | ------- | ------- | ------- | ------ | ------- | --- | ---- | -------- |
| 2008年 | AVANZA ROSSO | ヴィーマック・320R                | GT300  | SUZ     | OKA     | FSW    | SEP     | SUG     | SUZ 13  | TRM    | AUT     | FSW | NC   | 0        |
| 2009年 | apr          | トヨタ・カローラアクシオ          | GT300  | OKA     | SUZ     | FSW    | SEP     | SUG     | SUZ 18  | FSW    | AUT     | TRM | NC   | 0        |
| 2010年 | TOMEI SPORTS | ポルシェ・911 GT3-RSR             | GT300  | SUZ DNQ |         |        |         |         |         |        |         |     | NC   | 0        |
| 2010年 | BOMEX ROSSO  | ポルシェ・ボクスター              | GT300  |         | OKA     | FSW 19 | SEP Ret | SUG 19  | SUZ 17  | FSW C  | TRM 21  |     | NC   | 0        |
| 2011年 | HANKOOK KTR  | ポルシェ・911 GT3-RSR             | GT300  | OKA 17  | FSW 10  | SEP    | SUG     | SUZ Ret | FSW Ret | AUT    | TRM     |     | 22位 | 1        |
| 2012年 | DIJON Racing | キャラウェイ・コルベットZ06.R GT3 | GT300  | OKA Ret | FSW Ret | SEP    | SUG 20  | SUZ 16  | FSW 15  | AUT    | TRM 19  |     | NC   | 0        |
| 2013年 | DIJON Racing | 日産・GT-R NISMO GT3              | GT300  | OKA 9   | FSW 11  | SEP 13 | SUG 11  | SUZ 16  | FSW Ret | AUT 17 | TRM 18  |     | 28位 | 2        |
| 2014年 | DIJON Racing | 日産・GT-R NISMO GT3              | GT300  | OKA 18  | FSW DNS | AUT 22 | SUG 19  | FSW 20  | SUZ DNR | CHA    | TRM Ret |     | NC   | 0        |
| 2015年 | DIJON Racing | 日産・GT-R NISMO GT3              | GT300  | OKA 15  | FSW 18  | CHA    | FSW 14  | SUZ 15  | SUG 21  | AUT 15 | TRM 25  |     | NC   | 0        |
| 2016年 | DIJON Racing | 日産・GT-R NISMO GT3              | GT300  | OKA 27  | FSW 10  | SUG 17 | FSW     | SUZ 21  | CHA     | TRM    | TRM     |     | 26位 | 1        |
| 2017年 | DIJON Racing | 日産・GT-R NISMO GT3              | GT300  | OKA 25  | FSW 20  | AUT 21 | SUG 22  | FSW     | SUZ Ret | CHA    | TRM 26  |     | NC   | 0        |
| 2018年 | DIJON Racing | 日産・GT-R NISMO GT3              | GT300  | OKA     | FSW     | SUZ    | CHA     | FSW     | SUG 21  | AUT    | TRM     |     | NC   | 0        |

## エピソード
- 大学院卒で、光電波応用情報処理工学で博士号を取得している。その為、レース活動時のドライバーネームでは「博士（読みはひろし）」でエントリーしている。
- 若手ドライバーの発掘に定評があり、千代勝正、高星明誠[1][2]、富田竜一郎等が高森率いるDIJON RacingでSUPER GTを戦った。千代と高星はGT500まで上り詰め、2025年から日産のエースカーのステアリングを握る[3]。
- レーシングドライバーとして活動しているが、普段の運転は苦手と公言しており、普段乗りで使うマイカーを持っていない。その為、運転でクルマが必要な時はレンタカーしている。
- レースを始めてからSUPER GTに参戦するまでに至ったのかの独自の理論を自らのブログで公開している。
- 自ら率いているDIJON Racingではリーダー格としての立ち回りが目立つ印象だが、本人は「一番下っ端のパシリ」と公言している。チームスタッフやドライバーの宿泊先手配、報告書作成、スポンサーへの挨拶を始めとした雑用業務を全て担当している。
- AKB48オタクとしても知られており、自身のブログで握手会やライブ観戦に行く様子が度々アップされている。2015年のSUPER GTではマシンにHKT48カラーを纏って前半2戦に参戦もしていた[4]。